# Sugerio di Saint-Denis
Sugerio di Saint-Denis (latino: Suitgerius, francese: Suger de Saint-Denis; Chennevières-lès-Louvres, 1080 o 1081 – Saint-Denis, 13 gennaio 1151) è stato un abate francese dell'ordine cluniacense.

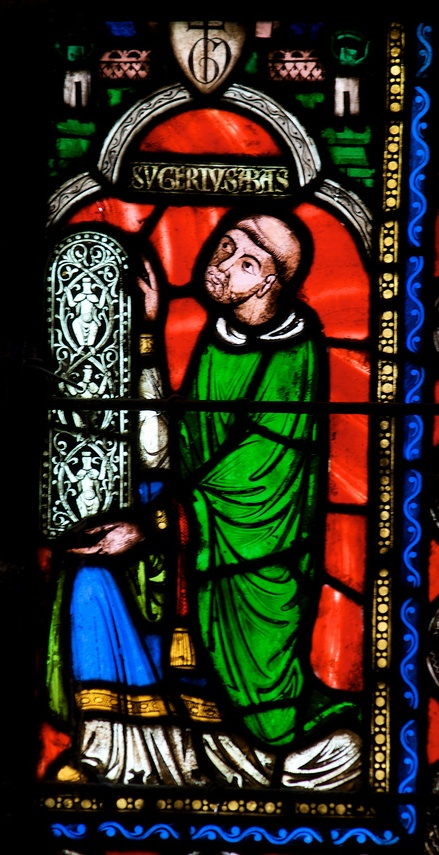
Sugerio rappresentato in una vetrata della basilica di Saint Denis

Gli sono attribuite due opere: il De rebus in administratione sua gestis, in cui racconta le sue esperienze come abate di Saint-Denis, e il Libellus de consecratione ecclesia Sancti Dionysii. A lui si devono anche una Vita Ludovici Grossi regis, opera cortigiana, e una storia incompiuta di Luigi VII il Giovane. Egli, grazie alle sue opere letterarie e le sue azioni politiche, è considerato da molti il vero "inventore" della monarchia francese, in un'epoca in cui i vari ducati erano di fatto indipendenti dal re.

## Biografia

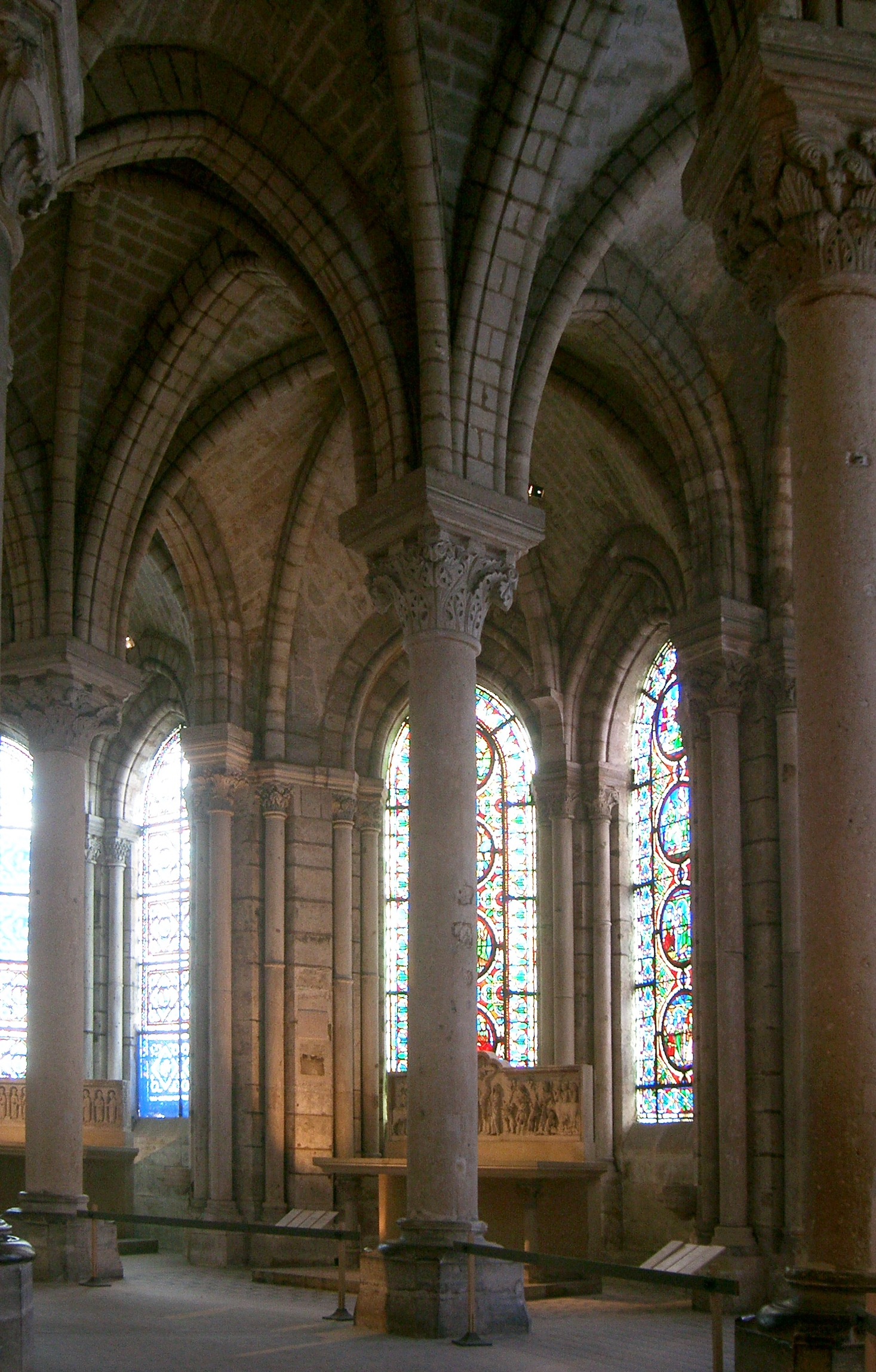
Deambulatorio gotico di Saint-Denis.

Suger, persona di umili origini, frequentò la scuola di Saint-Denis-de-l'Estrée, dove strinse amicizia con il futuro re di Francia, Luigi VI, del quale divenne consigliere politico e inviato diplomatico (successivamente anche del figlio Luigi VII). Il suo legame con la monarchia si fece così stretto che Suger nel 1122 venne nominato abate di Saint-Denis e divenne reggente di Francia durante l'assenza di Luigi VII, partito per la seconda crociata (1147-1149) in Terra santa. Egli divenne inoltre legato papale e custode dei beni del re durante la crociata.
Abate dell'Abbazia di Saint-Denis dal 1122 alla morte nel 1151, presso Parigi, fra il 1127 e il 1140 intraprende l'opera di ricostruzione della chiesa dalla facciata, triplicando le entrate e innalzando le due torri. Le mura laterali dell'abbazia non vennero abbattute né modificate, perché la leggenda narrava che fossero state consacrate da Cristo stesso. Successivamente si occupò del coro, la cui elaborata struttura diafana venne considerata la prima espressione dell'architettura gotica, diffusasi presto in tutta Europa fino agli inizi del XVI secolo. La novità di Suger stava nell'aver concepito, assieme all'ignoto architetto incaricato, un coro a doppio deambulatorio, suggestivamente caratterizzato da una selva di colonne (su cui si ramificano le nervature delle volte a crociera di ciascuna campata ogivale), fra cui filtrava l'abbondante luce immessa dalle coppie di grandi finestre di ciascuna delle sette cappelle disposte a raggiera. Su colonne di sapore romanico si sovrapponevano, stagliandosi potentemente, intersezioni di archi, intrecci e ricadute di volte che costituirono la prima attestazione del gotico europeo. L'inedita preponderante presenza di vetrate nella rosa di cappelle absidali inondava l'ambiente di luce, a simboleggiare la grazia divina, in accordo col rinnovato interesse per il movimento neoplatonico (scuola di San Vittore) cui Suger aderì.
Egli scrisse due opere dedicate l'una all'edificazione del monumento e l'altro alla sua consacrazione, in cui rivela i significati della nuova estetica gotica ed espose una simbologia della luce. L'elemento dominante nella cattedrale gotica era proprio secondo Suger la luce; essa, penetrando negli ampi finestroni schermati da vetrate colorate, che colmavano i vuoti murari lasciati dalla teoria di colonne e archi, non sembrava risalire da una fonte naturale, anzi, generava un'idea di miracolosa visione: la luce colorata infondeva gioia e vivacità, proiettando i fedeli in un'atmosfera di amena trascendenza.
Abbandonate tutte le linee orizzontali e lasciato il posto a costruzioni proiettate verso l'alto, nell'idea del congiungimento a Dio, al fine di dare forma a questi principi, fu impiegata una nuova tecnica di costruzione che riducesse il sistema costruttivo a una sorta di scheletro portante, proiettato verticalmente e aperto alla penetrazione della luce. L'elemento costruttivo caratteristico del gotico fu individuato nell'arco rampante, utilizzato all'esterno, per scaricare a terra la grande componente orizzontale dell'arco a sesto acuto utilizzato negli interni.
A Sugerio si attribuì anche l'arricchimento, perseguito con intento collezionistico, dell'arredamento e degli oggetti preziosi custoditi nella Chiesa abbaziale che, nell'intento dell'abate, l'inondazione di luce garantita dalle alte vetrate avrebbe consentito di risaltare al meglio.
Nel 1129 Eloisa e le sue consorelle furono espulse dal cenobio di Argenteuil dall'abate Sugerio. In loro aiuto accorse Abelardo, amante di lei, il quale permise che le monache prendessero possesso dell'oratorio del Paracleto da lui fondato nella regione della Champagne.

### La disputa con San Bernardo
"Opinioni contrastanti, anche politiche, (...) avevano contrapposto Bernardo di Chiaravalle all'abate Suger di Saint-Denis riguardo all'importanza degli ornamenti nelle chiese e all'esposizione di oggetti in luoghi di culto non perché utili, ma in quanto belli o preziosi".
Suger giustificava l'estetica del lusso attraverso l'opera di Dionigi l'Areopagita, all'incirca contemporanea di quella di Boezio e con essa allineata per le questioni essenziali, entrambe appartenenti alla tradizione neoplatonica e con presupposti logici simili.
Nel pensiero di Dionigi i teorici del Medioevo trovavano ciò che mancava a Boezio per edificare una teologia dell'immagine: la riabilitazione della materia come segno dello spirituale. Di fronte alla mistica della Parola, Dionigi offriva una mistica della luce che valorizzava ciò che brilla, il metallo prezioso e i gioielli, in pratica la ricchezza. Realizzata con questi materiali, la forma delle apparenze sensibili poteva quindi essere legittimata come immagine dello spirituale.
"Nessun peccato di omissione, [Suger] pensava, poteva essere più grave che il voler escludere dal servizio di Dio e dei suoi santi ciò che Dio stesso aveva concesso alla natura di fornire e all'uomo di perfezionare: vasellame d'oro o di materie preziose, adorno di perle e gemme, candelabri e paliotti d'oro, sculture e vetrate, mosaici e smalti, paramenti sacerdotali e arazzi fulgenti". Tutto ciò era stato condannato dall'Ordine cistercense e da San Bernardo stesso nella Apologia ad Willelmum Abbatem Sancti Theodorici: "dipinti o sculture a figure non erano tollerati, tranne i crocefissi in legno; gemme, perle, oro e seta erano proibiti; i paramenti sacerdotali dovevano essere di lino o di fustagno, i candelieri e gli incensieri di ferro; solo i calici si consentiva fossero d'argento o d'argento dorato".
San Bernardo "disapprovava l'arte, (...) perché apparteneva al lato fallace di un mondo che egli poteva vedere solo come un'incessante rivolta del temporale contro l'eterno, della ragione umana contro la fede, dei sensi contro lo spirito. Suger aveva avuto la buona sorte di scoprire, proprio nelle parole [di] san Denis, una filosofia cristiana che gli permetteva di salutare la bellezza materiale come veicolo di beatitudine spirituale, anziché costringerlo a rifuggire da essa come una tentazione; e di concepire l'universo, sia morale che fisico, non come un monocromo in bianco e nero, ma come un'armonia di molti colori".
La riforma di Saint-Denis compiuta nel 1127 valse a Suger una lettera gratulatoria da parte di San Bernardo, con la quale venne suggellato l'armistizio. Da quel momento, "comprendendo quanto potevano nuocersi da nemici", San Bernardo e Suger evitarono di "interferire negli interessi reciproci".

## Curiosità
Egli reintrodusse i gigli come simbolo della monarchia francese (dopo un breve periodo nel IX secolo).
Al museo del Louvre si conserva la cd. "aquila di Sugerio", che in origine faceva parte del tesoro dell'Abbazia di Saint Denis. Sugerio la fece assemblare partendo da un vaso di porfido egizio recuperato, cui fece aggiungere la testa, le ali e le zampe in argento dorato.